# Faux-cuivré du caligône
Cigaritis myrmecophila
Espèce
Synonymes
- Apharitis myrmecophila (Dumont, 1922)

Le Faux-cuivré du caligône (Cigaritis myrmecophila) est une espèce de lépidoptères (papillons) de la famille des Lycaenidae et de la sous-famille des Aphnaeinae.

## Morphologie
L'imago du Faux-cuivré du caligône est un petit papillon qui présente un dessus orange vif bordé d'une fine ligne noire avec une macule crème aux ailes antérieures (et des dessins variables ou même absents).

## Biologie
Le nombre de générations annuel est variable, et les imagos volent entre avril et juillet.
La plante hôte larvaire est Calligonum comosum.
La chenille est soignée par des fourmis, dont Crematogaster auberti.

## Distribution et biotopes
Le Faux-cuivré du caligône est présent en Algérie, en Tunisie, en Jordanie, en Arabie et dans le Sud-Ouest de l'Iran.
Il réside dans les lieux sablonneux très chauds.

## Taxonomie
L'espèce Cigaritis myrmecophila a été décrite par l'entomologiste français Constantin Dumont en 1922.
Elle est parfois citée sous le nom d’Apharitis myrmecophila.

## Noms vernaculaires
- En français : le Faux-cuivré du caligône.
- En anglais : Desert Leopard[réf. souhaitée].

## Protection
Pas de statut de protection particulier.[réf. nécessaire]